# Brie (Ariège)
Brie (okzitanisch Bria) ist eine französische Gemeinde mit 206 Einwohnern (Stand 1. Januar 2022) im Département Ariège in der Region Okzitanien. Sie gehört zum Kanton Portes d’Ariège und zum Arrondissement Pamiers.
Sie grenzt im Nordwesten an Marliac, im Norden an Canté, im Osten an Saverdun, im Süden an Esplas, im Südwesten an Durfort und im Westen an Justiniac. Das Gemeindegebiet wird vom Flüsschen Aure durchquert.

## Weblinks

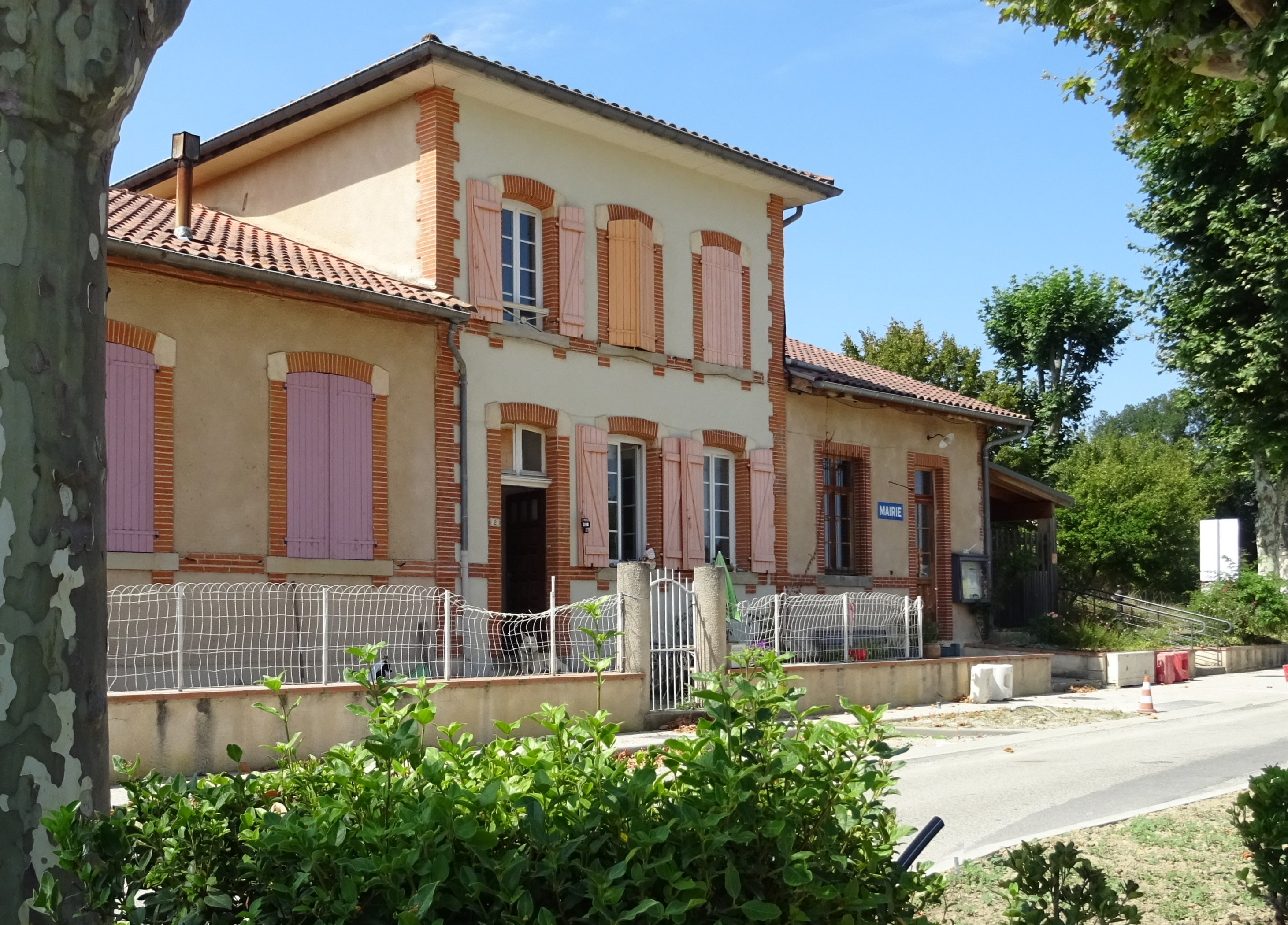
Rathaus von Brie (Ariège)

## Bevölkerungsentwicklung
| Jahr                       | 1962 | 1968 | 1975 | 1982 | 1990 | 1999 | 2008 | 2015 |
| -------------------------- | ---- | ---- | ---- | ---- | ---- | ---- | ---- | ---- |
| Einwohner                  | 127  | 133  | 92   | 80   | 92   | 150  | 175  | 215  |
| Quellen: Cassini und INSEE |      |      |      |      |      |      |      |      |